# Serrat del Sello
El Serrat del Sello és una serra situada al municipi de la Vall de Boí a la comarca de l'Alta Ribagorça, amb una elevació màxima de 2.000 metres.